# Ambjörnarp
Ambjörnarp è un'area urbana della Svezia situata nel comune di Tranemo, contea di Västra Götaland.
La popolazione rilevata nel censimento 2010 era di 270 abitanti .